# Love is a Many-Splintered Thing
Love is a Many-Splintered Thing («Любовь — это вещь, разбитая на множество кусочков») — двенадцатый эпизод двадцать четвёртого сезона мультсериала «Симпсоны». Выпущен 10 февраля 2013 года в США на телеканале «FOX».

## Сюжет
Барт — рассказчик данного эпизода. Он вспоминает свои старые неудачи с девушками, а именно с Мэри Спаклер. В Спрингфилдской начальной школе Барт обнаруживает, что Мэри вернулась в Спрингфилд к семье. Они продолжают дружить, однако Барт обращает больше внимания на видеоигры, чем на Мэри. Позднее Мэри стала дружить с мальчиком из Бразилии. Наконец, она расстаётся с Бартом, спев ему по телефону песню об этом.
Барт оказывается свидетелем ссоры между Гомером и Мардж. Барт присоединяется к Гомеру, удтверждая, что мужчинам никогда не понять женщин, когда те поздно говорят то, что нужно. В ответ Мардж выгоняет мужа и сына вон из дома. Двое ночуют в апартаментах «Сломанное дерево», где также находятся мужья, которых выгнали их жёны. Барт и Гомер присоединяются к их компании, но вскоре все понимают, что нуждаются в любимых женщинах, и смотрят романтические комедии. Гомер, Барт и мужья приглашают Мардж, Мэри и других жён в апартаменты, и поют им в стиле «Оды к радости». Мужья мирятся с жёнами, однако Мэри, к сожалению для Барта, не мирится с ним.
Когда Барт заканчивает историю, он, по совету Лизы, посещает социальную сеть, где узнаёт, что Мэри больше не замужем.

## Культурные отсылки
- Пару раз за эпизод Барт общается с карикатурой Вуди Аллена. Стиль повествования и одежда Барта в начале и конце также отсылаются на фильм Аллена «Энни Холл».
- В кинотеатре Барт и Мэри смотрят французский фильм «Правила игры».
- В видеоигре, в которую играет Барт, можно увидеть марсианина Марвина из «Looney Tunes».

## Отношение критиков и публики
В эту воскресную ночь эпизод просмотрело 4.19 миллионов человек, и он получил рейтинг 2.0. Эпизод стал вторым по просматриваемости (первый — «Гриффины», «Valentine’s Day in Quahog»).
Эпизод получил в основном отрицательные отзывы от критиков. Роб Х. Доусон из «TV Equals» сказал: «Этот эпизод я считаю абсолютно скучным и неудовлетворительным». Роберт Дэвид Салливан из «The A. V. Club» дал оценку «D+» со словами: «Это довольно необычный сюжет, но его затмевают многочисленные камео и небрежные изображения знаменитостей, как в „Гриффинах“».